# Metaphycus latiscapus
Metaphycus latiscapus är en stekelart som först beskrevs av Girault 1911.  Metaphycus latiscapus ingår i släktet Metaphycus och familjen sköldlussteklar. Inga underarter finns listade i Catalogue of Life.